# Syndroom van Prader-Willi
Het syndroom van Prader-Willi  (ICD-10: Q87.1) werd in 1956 voor het eerst beschreven door de Zwitserse artsen Andrea Prader, Alexis Labhart en Heinrich Willi. In 1961 volgde een tweede publicatie van Prader en Willi. Het viel hen op dat de combinatie van spierslapte, onbedwingbare eetlust en een aantal uiterlijke kenmerken niet toevallig kon zijn. Vandaag de dag weten we dat het syndroom het gevolg is van een genetische afwijking. De oorzaak is het ontbreken van een klein stukje erfelijke informatie op chromosoom 15.
In Nederland worden jaarlijks ongeveer 10 kinderen met het syndroom van Prader-Willi geboren. Het komt even vaak voor bij jongens als bij meisjes.
Overigens beschreef John Langdon Down al in 1887 een meisje met opvallende kenmerken die passen bij het syndroom van Prader-Willi.

## Kenmerken

### Bij zuigelingen
- Een laag geboortegewicht en geringe gewichtstoename.
- (Vaak ernstige) spierslapte (hypotonie).
- Weinig spontane bewegingen.
- Weinig en zacht huilen en veel slapen.
- Voedingsproblemen (de baby heeft een slechte zuigreflex waardoor deze weinig en heel langzaam drinkt).
- Een aantal uiterlijke kenmerken zoals: een smal voorhoofd, een smalle neus, amandelvormige ogen, een dunne driehoekig gevormde bovenlip, bij meisjes weinig ontwikkelde schaamlippen en bij jongens een te kleine penis en vaak niet-ingedaalde teelballetjes

### Bij peuters, kleuters en schoolkinderen
- Sterke verandering in het eetpatroon, waarbij er niet alleen een toename in eetlust bestaat, maar ook de neiging tot eten van abnormale dingen, zoals krijtjes of zeep.
- Relatief geringe energiebehoefte van het lichaam.
- Vaak (ernstig) overgewicht.
- Achterstand in de ontwikkeling van de motoriek.
- (Lichte tot matige) achterstand in de verstandelijke ontwikkeling.
- Meestal een makkelijk, meegaand karakter, maar met af en toe flinke driftbuien.
- Verminderde gevoeligheid voor pijn.
- Minder snel koorts bij infecties.
- Veel krabben en peuteren aan wondjes.
- Kleine handen en voeten.

### Bij pubers en volwassenen
- De leermoeilijkheden blijven bestaan; de meeste volwassenen hebben een lichte tot matige verstandelijke handicap.
- De seksuele ontwikkeling komt niet of pas laat op gang. Voornamelijk bij mannen is seksuele activiteit zeldzaam. De meeste mannen met het syndroom van Prader-Willi zijn onvruchtbaar. Vrouwen kunnen wel vruchtbaar zijn, vooral als zij geen overgewicht hebben.
- De lichaamslengte bij mannen is gemiddeld 1,55 m; bij vrouwen 1,50 m.
- Sterke, soms onverzadigbare eetlust, die kan leiden tot enorm overgewicht (obesitas).
- Perioden van slaperigheid overdag (behoefte aan 'dutjes').
- Doorgaans een kalm, rustig en vriendelijk karakter, met perioden van ernstige koppigheid en driftbuien.
- Bij volwassenen kunnen psychische problemen optreden, zoals plotselinge heftige woede-uitbarstingen en perioden van depressief of psychotisch gedrag.
- Zelfverminking
- Wordt vaak gepest op school of werk
- Heeft 95% kans dat hij autismespectrumstoornis heeft

## Ontwikkeling

### Voeding en gewicht
Baby's met het syndroom van Prader-Willi drinken erg moeilijk. In de eerste maanden is nogal eens sondevoeding nodig. Na een half jaar gaat het drinken meestal beter.
Vanaf de leeftijd van ongeveer een jaar kunnen de kinderen een vrijwel onverzadigbare eetlust ontwikkelen. Daar komt bij dat de normale hoeveelheid voedsel per dag voor hen al te veel is. De energiebehoefte van hun lichaam ligt ongeveer 30 procent beneden het gemiddelde. Zonder een vroege diagnose worden deze kinderen daarom heel snel veel te dik.

### Motorische ontwikkeling
Het kind heeft meestal een ernstige aangeboren spierslapte (hypotonie). Het beweegt weinig en huilt zwak. Al op zuigelingenleeftijd kan met fysiotherapie veel gedaan worden om controle over de spierspanning (hoofdbalans, rompbalans) te verbeteren.
Meestal is het kind weinig beweeglijk; de motorische mijlpalen worden later dan gewoonlijk bereikt. Het gaat laat zitten (rond 12 maanden) en laat lopen (rond 30 maanden). Soms zijn er problemen met het evenwicht. Het komt echter ook voor dat de motorische ontwikkeling nagenoeg normaal verloopt.

### Spraakontwikkeling
De spraak-taalontwikkeling verloopt meestal traag, en de spraak is vaak hypernasaal.
De spierslapte in het mondgebied kan het goed op gang komen van de spraak beïnvloeden. Logopedie op jonge leeftijd is dus niet alleen nuttig om het kind te stimuleren met zuigen, maar ook voor de verdere spraak- en taalontwikkeling.

### Verstandelijke ontwikkeling
De verstandelijke ontwikkeling is meestal vertraagd. Veel kinderen met het syndroom gaan naar het speciaal onderwijs (ML of ZML). Soms kunnen ze wat betreft hun verstandelijk functioneren eigenlijk de basisschool wel volgen maar komen ze door hun kinderlijk gedrag in de knel tussen de andere scholieren.
De meeste volwassen mensen met het syndroom hebben een lichte tot matige verstandelijke handicap. Het gemiddelde IQ is 70, met een brede variatie naar boven en naar beneden. Er zijn ook sommige mensen die normaal begaafd zijn en in een enkel geval is er sprake van een ernstige verstandelijke beperking. Na het voortgezet (speciaal) onderwijs en soms een individuele beroepsopleiding kunnen sommige volwassenen zich vrij zelfstandig redden. Het moeilijk te beheersen eetgedrag kan echter een spelbreker zijn. Veel volwassenen blijven daarom aangewezen op begeleiding bij het wonen en werken.
Personen met het syndroom van Prader-Willi functioneren vaak onder hun niveau (vooral leermoeilijkheden); abstract denken en rekenen zijn voor hen moeilijk. Mensen met het syndroom van Prader-Willi hebben voor veel zaken meer tijd nodig dan anderen (laag behandelingstempo).

### Gedrag
Jonge kinderen met het syndroom maken meestal een hartelijke en gelukkige indruk.
Later, en zeker in de puberteit kunnen er buien komen van humeurigheid, prikkelbaarheid en koppigheid. Voor opvoeders is het niet eenvoudig om een middenweg te vinden tussen het stimuleren van de sterke kanten van het kind enerzijds en anderzijds het beschermen tegen teleurstellingen die als gevolg van de handicap bijna onvermijdelijk zijn.
De sterke lust tot eten, een eetdwang eigenlijk, levert naast de stemmingswisselingen vaak de meeste problemen op.

### Gezondheid
Wanneer het gewicht onder controle kan worden gehouden, is de levensverwachting van mensen met het syndroom van Prader-Willi in principe normaal. Als gevolg van overgewicht kunnen gewrichtsproblemen (rug, enkels) en suikerziekte (diabetes mellitus) ontstaan.

## Oorzaak
Het syndroom van Prader-Willi wordt veroorzaakt door het ontbreken van een stukje informatie dat normaal aanwezig is in het chromosoom nummer 15. Het ontbreken van dat stukje informatie kan op drie verschillende manieren zijn ontstaan.

### Deletie
In 70 procent van de gevallen wordt het syndroom van Prader-Willi veroorzaakt door deletie.
Hierbij ontbreekt er een stukje uit een van de twee chromosomen nummer 15. Preciezer gezegd ontbreken er een aantal genen (een klein stukje DNA) uit de lange arm van dat chromosoom 15 (15q11-13). Het bijzondere hierbij is dat het chromosoom 15 waarvan een stukje DNA ontbreekt, altijd afkomstig is van de vader. 
Het ontbreken van dat stukje DNA ontstaat meestal bij toeval tijdens de vorming van de zaadcellen. De kans dat zoiets gebeurt, is erg klein, omdat de fout niet reeds bij een van beide ouders aanwezig is. De herhalingskans bij een volgende zwangerschap is dan ook uiterst gering.

### Uniparentele maternale disomie
In ongeveer 28 procent van de gevallen is er sprake van een uniparentele disomie.
Hierbij ontbreekt er geen stukje DNA uit een van de twee chromosomen nummer 15, maar blijken beide chromosomen nummer 15 afkomstig te zijn van de moeder. 
Normaal zijn van de 23 chromosomenparen in elke lichaamscel van elk paar één afkomstig van de moeder en een van de vader. Wanneer er in de eicel van de moeder 'per ongeluk' twee chromosomen nummer 15 aanwezig zijn en in de zaadcel van de vader gewoon als normaal één aanwezig is, ontstaat er een bevruchte eicel met 3 chromosomen nummer 15. Dan is er dus één chromosoom nummer 15 te veel aanwezig, waarna een van de drie moet verdwijnen. Als nu chromosoom nummer 15 van de vader verdwijnt, blijven er twee identieke chromosomen nummer 15 van de moeder over en ontbreekt de kennelijk noodzakelijke vaderlijke informatie. Dit wordt daarom uniparentele (= één ouder) disomie (= twee chromosomen) genoemd. Het ontstaan van een bevruchte eicel met drie chromosomen nummer 15 is uiterst klein. De kans op herhaling bij een volgende zwangerschap is daarom dus ook zeer klein.

### Afleesstoornis (imprintingsstoornis)
In 2 tot 5 procent van de gevallen gaat het om een imprintingsstoornis. 
Wanneer het van de vader afkomstige chromosoom nummer 15 wel aanwezig is, maar de informatie van dat stukje chromosoom om welke reden dan ook niet kan worden afgelezen, is het net alsof die informatie ontbreekt. Het ontstaan van het syndroom van Prader-Willi door een afleesfout is zeldzaam. De kans op herhaling is in dit geval echter wel aanwezig, omdat de aanwezigheid van afleesfouten wel kan worden doorgegeven.

### Translocatie
In ca. 1% van de gevallen is het ontbrekende stuk van chromosoom 15 op een ander chromosoom geplakt. Deze verplaatsing heet een translocatie.

### Prenataal onderzoek is mogelijk
Voor het met zekerheid vaststellen van de diagnose syndroom van Prader-Willi is onderzoek van de chromosomen dus van groot belang. Indien de juiste oorzaak is gevonden, kan tijdens een eventuele volgende zwangerschap DNA-onderzoek bij de vrucht worden uitgevoerd (een vlokkentest of Vruchtwaterpunctie).

### Chromosoom 15
Een ander syndroom waarbij het 'foutje' ook op chromosoom 15 ligt, is het syndroom van Angelman. Bij dit syndroom is het chromosoom 15 dat het stukje DNA mist altijd afkomstig van de moeder, in tegenstelling tot het syndroom van Prader-Willi waarbij dat ontbrekende stukje altijd afkomstig is van de vader. 
Er bestaat ook een partiële tetrasomie 15. Naast de 46 chromosomen die normaal gesproken in elke lichaamscel voorkomen hebben ze een klein (deel van een) extra chromosoom dat is ontstaan uit chromosoom 15. Dit syndroom wordt IDIC-15 genoemd.

## Medische informatie
Het syndroom van Prader-Willi zal in de meeste artsenpraktijken niet of slechts zeer zelden voorkomen. Mede daardoor zal de kennis erover vaak te wensen overlaten. Hieronder zijn problemen, voorkomend bij het syndroom, vermeld die bij een medische behandeling complicaties zouden kunnen veroorzaken.

### Centrale bijnierinsufficiëntie
Recent is door een Nederlandse groep onderzoekers aangetoond dat een deel van de kinderen met het syndroom van Prader-Willi centrale bijnierinsufficiëntie heeft tijdens stress. Dit betekent dat tijdens periodes van hevige psychische stress, ziekte, operatie, ongeval, e.d. de functie van de bijnier tekortschiet. De bijnier maakt cortisol. Een gebrek aan cortisol kan ten tijde van ziekte ernstige gevolgen hebben. Deze aandoening is met medicijnen te behandelen, die tijdens stresssituaties gegeven kunnen worden. Dit kan met de behandelend kinderarts besproken worden.

### Slaap-/ademhalingsstoornissen
Door het soms enorme overgewicht kan een hypoventilatiesyndroom (stoornissen van de ademhaling) en apneu (stokken van de ademhaling) tijdens de slaap ontstaan. Dit komt vooral voor bij erg dikke mensen met syndroom van Prader-Willi, maar soms ook bij normaal gewicht. Afvallen kan het probleem doen verminderen. 
Excessive daytime sleepiness (buitengewone slaperigheid overdag) is een veelvoorkomend symptoom. Kinderen kunnen in de klas in slaap vallen, vooral 's middags.

### Versterkte reactie op sommige medicijnen
Vooral bij medicijnen voor vermageren en gedragsbeïnvloeding. Bij intramusculaire toediening kan langdurige sedatieve werking van het middel ontstaan.

### Hogepijndrempelen gestoorde temperatuurregulatie
Beide kunnen een infectie maskeren. Personen met het syndroom van Prader-Willi zullen vaak pas over pijn klagen als de infectie hevig is. Veelal hebben zij geen of lage koorts bij infecties of ziekte.

### Mogelijke problemen bij narcose
Problemen hangen samen met hypotonie (voorzichtig met spierrelaxantia), een gestoorde thermoregulatie (leidend tot hyper- en soms hypothermie, of oververhitting of onderkoeling van het lichaam), cardiovasculaire stoornissen (zoals hoge bloeddruk, ritmestoornissen), ernstig overgewicht (intubatieproblemen) en daarmee samenhangend Diabetes Mellitus (type 2) vanaf tienerleeftijd, en neiging tot convulsies (spierschokken)(vermijden van epileptogene anesthetica, voorkeur: halothaan).
Bij de narcose dient rekening gehouden te worden met het mogelijk bestaan van centrale bijnierinsufficiëntie tijdens stress.

### Onvermogen tot braken
Mensen met het syndroom van Prader-Willi braken zeer zelden, zelfs al eten zij niet-eetbare zaken zoals afval. Mocht iemand toch gaan braken dan moet je erop bedacht zijn dat er iets ernstigs aan de hand is. Er is een verhoogde kans op diarree.

### Krabben en peuteren
Dermatillomanie is een veel voorkomend probleem. Mensen met het syndroom van Prader-Willi hebben littekens en wondjes in diverse stadia van genezing. De wondjes worden dikwijls maanden opengehouden door peuteren. Door de hogere pijngrens die mensen met het syndroom van Prader-Willi hebben, is de kans op beschadiging groter. Voorkomen is beter dan genezen.

### Hypotonie
Zuigelingen hebben vaak een slechte zuigreflex en ook op latere leeftijd een lage spiertonus. De taal- en spraakontwikkeling kan vertraagd zijn.

### Nog enkele veel voorkomende medische aspecten
- Scoliose (rugverkromming): komt veel voor, vaak niet herkend.
- Diabetes mellitus (type II): vooral afhankelijk van gewicht.
- Cariës: niet goed op elkaar sluiten van tanden en kiezen; dik, stinkend speeksel; slechte mondhygiëne.
- Myopie (bijziendheid); strabismus (scheelheid): zeer frequent.
- Hernia inguinalis (liesbreuk) en/of cryptorchisme (niet indalen van de teelballen).
- Hypogonadisme (weinig ontwikkelde geslachtsorganen).
- Personen met het syndroom van Prader-Willi zijn meestal onvruchtbaar en hebben een beperkte lengtegroei.

## Behandeling
Doordat het syndroom van Prader-Willi ontstaat door een afwijking in het DNA, is het syndroom niet te genezen. Wel zijn enkele symptomen te bestrijden. Gezien de uitgebreide en zeer verschillende symptomatiek van patiënten met het syndroom van Prader-Willi zijn er diverse behandelmogelijkheden. De belangrijkste behandelingen zijn groeihormoonbehandeling en eventueel behandeling met (gluco)corticosteroïden voor bijnierinsufficiëntie. Informatie over bijnierinsufficiëntie is hierboven weergegeven en is te vinden op de site van de Stichting Kind en Groei.
Daarnaast zijn er nog specifieke behandelingen, zoals hormonale of chirurgische behandeling van niet ingedaalde zaadballen (cryptorchidie), hormonale therapie voor een afwezige of vertraagde puberteitsontwikkeling, en het afplakken van het goede oog middels een pleister bij scheelzien (strabismus).

### Groeihormoonbehandeling
In meerdere studies is aangetoond dat groeihormoonbehandeling een gunstig effect heeft op de lichaamssamenstelling (vet-spier-verhouding), op de lengtegroei, op de hoofdomtrek en op het natuurlijke beloop van de body mass index (BMI) bij kinderen met het syndroom van Prader-Willi. Deze gunstige effecten worden onder andere beschreven in de grootste (Nederlandse) studie naar langere termijneffecten van groeihormoonbehandeling. Het betreft hier kinderen vanaf 3 jaar.JCEM 2009;94:4205-4215 Voor jongere kinderen met het syndroom van Prader-Willi vindt groeihormoonbehandeling in Nederland in studieverband plaats (in Nederland via de Stichting Kind en Groei).Stichting Kind en Groei

## De uitdaging voor opvoeders

### Onverzadigbare eetlust met samenhangende vetzucht (adipositas)
- Naast de onverzadigbare eetlust wordt een stofwisselingsstoornis aangenomen (gewichtstoename op laag calorisch dieet). Vooral na het 2e levensjaar wordt voedsel een obsessie. Er blijft een hongergevoel ondanks een volle maag. Gewichtstoename kan erg snel gaan.
- Een gewoon dieet kan nog te veel calorieën bevatten voor iemand met het syndroom van Prader-Willi;
- Ook als het gewicht goed geregeld is blijft controle noodzakelijk. Al heel jong zijn kinderen met het syndroom van Prader-Willi meesters in het weghalen en verbergen van voedsel. Blijft het gewicht binnen de perken dan is dat niet het gevolg van zelfcontrole maar meestal het beleid van de ouders die al het voedsel onder controle houden (keuken en koelkast op slot e.d.).
- Mensen met het syndroom van Prader-Willi denken en dromen 24 uur per dag over eten. Het is dan ook erg moeilijk voedsel te zien maar er niet aan te mogen komen, bijvoorbeeld als een kamergenootje wel alles mag hebben.
- Medicijnen en chirurgisch ingrijpen (bijvoorbeeld maagverkleining) hebben over het algemeen geen blijvend resultaat.

### Gedragsproblemen
Mogelijk op basis van een hersenstoornis, gecompliceerd door vele andere factoren kunnen zich gedragsproblemen voordoen zoals driftbuien en woede-uitbarstingen. De volgende typische gedragskenmerken kunnen ten grondslag liggen aan allerlei probleemgedrag bij mensen met het syndroom van Prader-Willi. Koppigheid, egocentrisme, rigide manier van denken, verzet tegen veranderingen (hang naar structuur en routine), perseveratie (voortdurend dezelfde vragen stellen of dezelfde verhalen vertellen), krabben en pulken aan wondjes, hamsteren en verzamelen, eetobsessie. Depressieve en psychotische perioden komen voor, toenemend bij het ouder worden. 
Hoewel ze vaak erg aardig zijn, kan de stemming op onvoorspelbare momenten omslaan. Praten maakt in zo'n geval de zaak alleen maar erger. Vastgestelde time-out procedures werken meestal het beste. Medicatie heeft maar een beperkte waarde.